# 国王密使 (游戏)
《國王密使》是雪乐山在线开发并发行的冒险游戏，初版1984年发行、对应IBM PCjr电脑，1984年至1989年间移植到不同平台。游戏是国王密使系列的开山之作（不计1980年作品《巫师与公主》）；讲述年轻骑士格雷厄姆拯救达文特里王国的故事。《国王密使》由罗贝塔·威廉姆斯设计，图片和动画精致，对日后的图形冒险游戏作品影响深远。